# Mănășturu Românesc
Mănășturu Românesc – wieś w Rumunii, w okręgu Kluż, w gminie Mănăstireni. W 2011 roku liczyła 195 mieszkańców.